# Incisivo central superior
O Incisivo central superior é um dente inserido no osso maxilar. Tem forma trapezoidal, com eixo vertical (10,0 mm) ligeiramente maior que o transversal (9,0 mm).

## Erupção e medida
|              | Início      | Erupção           | Término |
| Calcificação | 12 meses    | 7 anos            | 10 anos |
|              | Total       | Coroa             | Raiz    |
| Comprimento  | 22,5 mm     | 10,0 mm           | 12,5 mm |
|              | Mesiodistal | Vestibulo-lingual |         |
| Diâmetro     | 9,0 mm      | 7,0 mm            |         |

## Porção coronal
Tem forma trapeizodal, com eixo vertical (10,0 mm).

### Lado incisal
Corresponde à base maior do trapézio, representada pela margem incisal que se orienta de ínfero-mesial para súpero-distal. O dente que terminou sua erupção mostra duas incisuras que demarcam os três lóbulos vestibulares de desenvolvimento. Essa disposição é que os autores franceses denominaram "flor de lis". O tamanho desses lóbulos é o seguinte:
- em sentido mesio-distal: o maior é o distal e o menor é o central;
- em sentido longitudinal: o longo é o central, devido à disposição do colo; o distal é levemente menor do que o mesial e isso possibilita que em conjunto as margens inferiores dos três lóbulos, ou seja, a margem incisal, tenha direção ascendente para distal;
- em sentido vestíbulo-lingual: são equivalentes, pois, embora o central seja mais proeminente para a vestibular, omesial e o distal são proeminentes para lingual, devido à presença dos espessamento marginais.

## Imagem

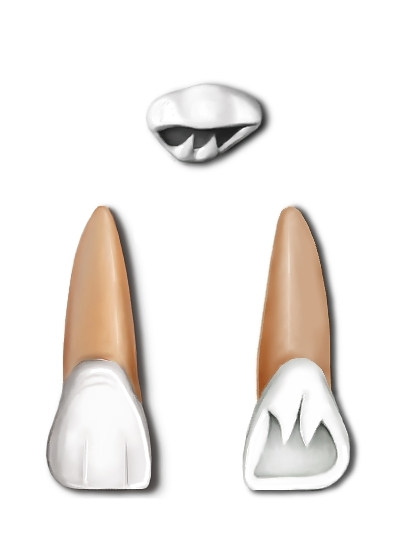
Incisivo central superior
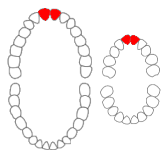
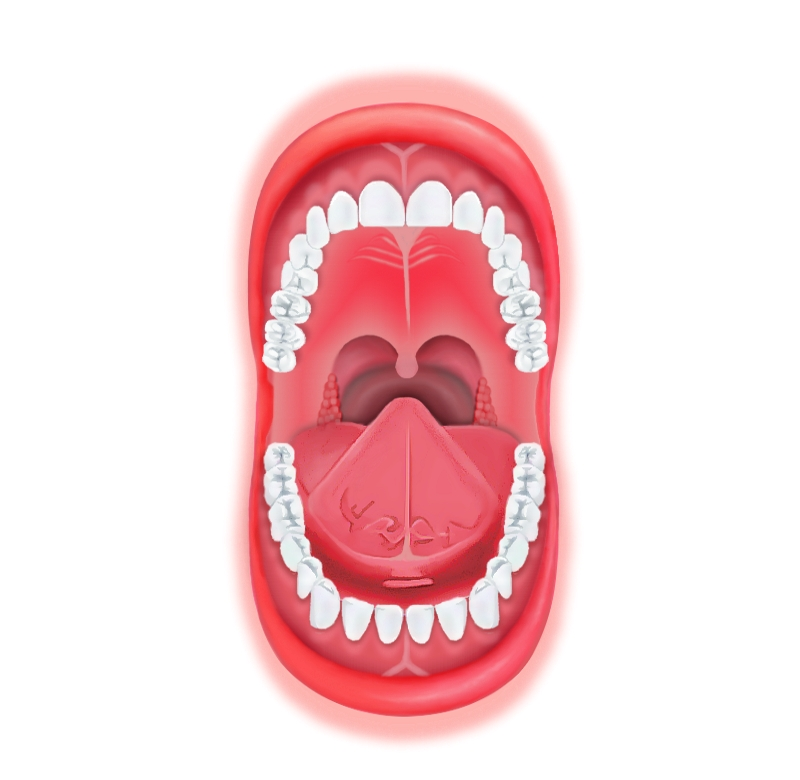
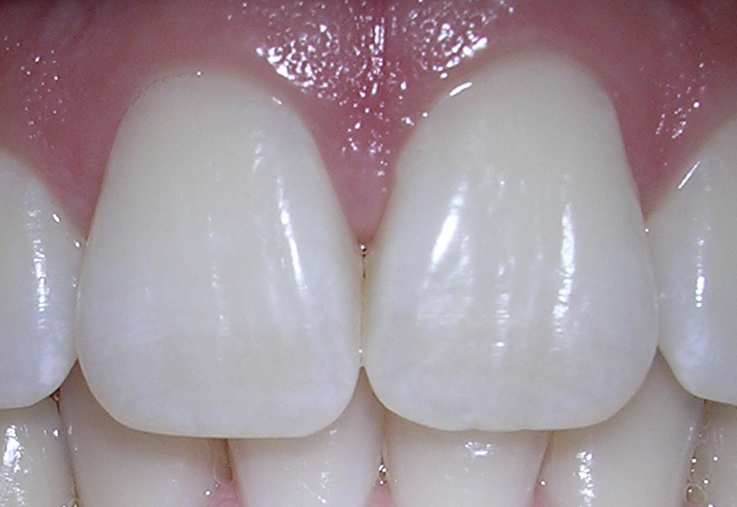
Incisivo central superior